# Tavoletta di Biccherna

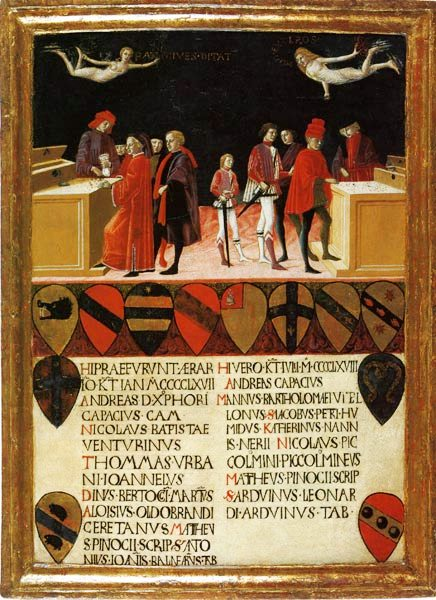
Tavoletta tipica (con testo, blasone e scene dipinte) di Benvenuto di Giovanni: Le finanze del comune in tempo di pace e in tempo di guerra (1468).

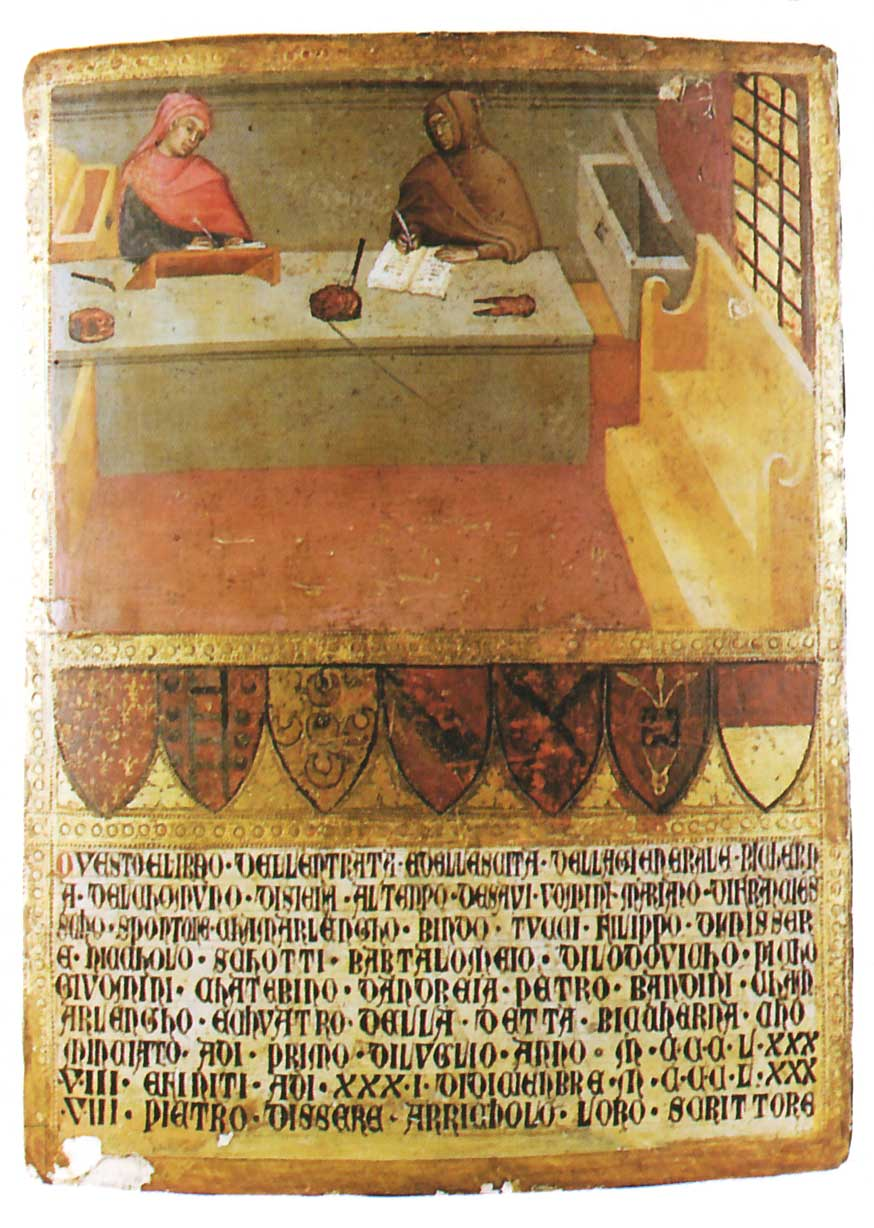
Tavoletta (Taddeo di Bartolo ?) del 1388.

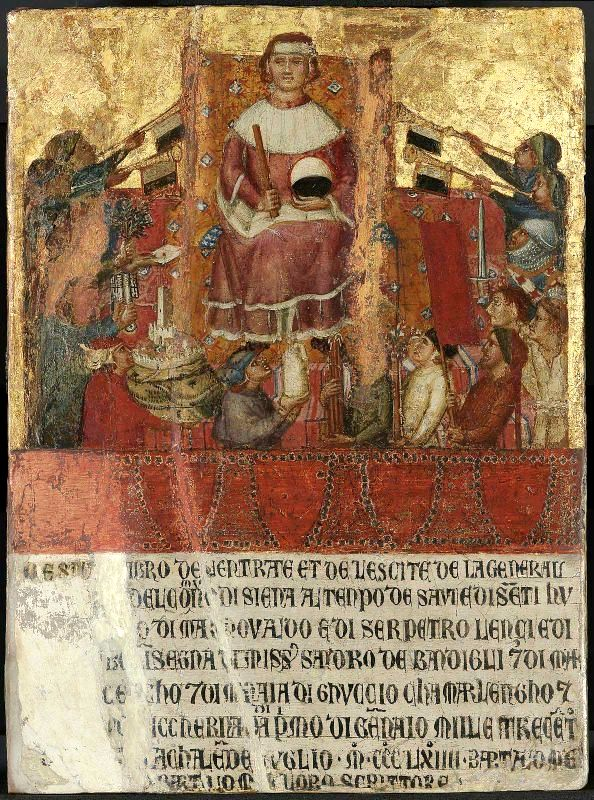
Tavoletta di Lippo Vanni.

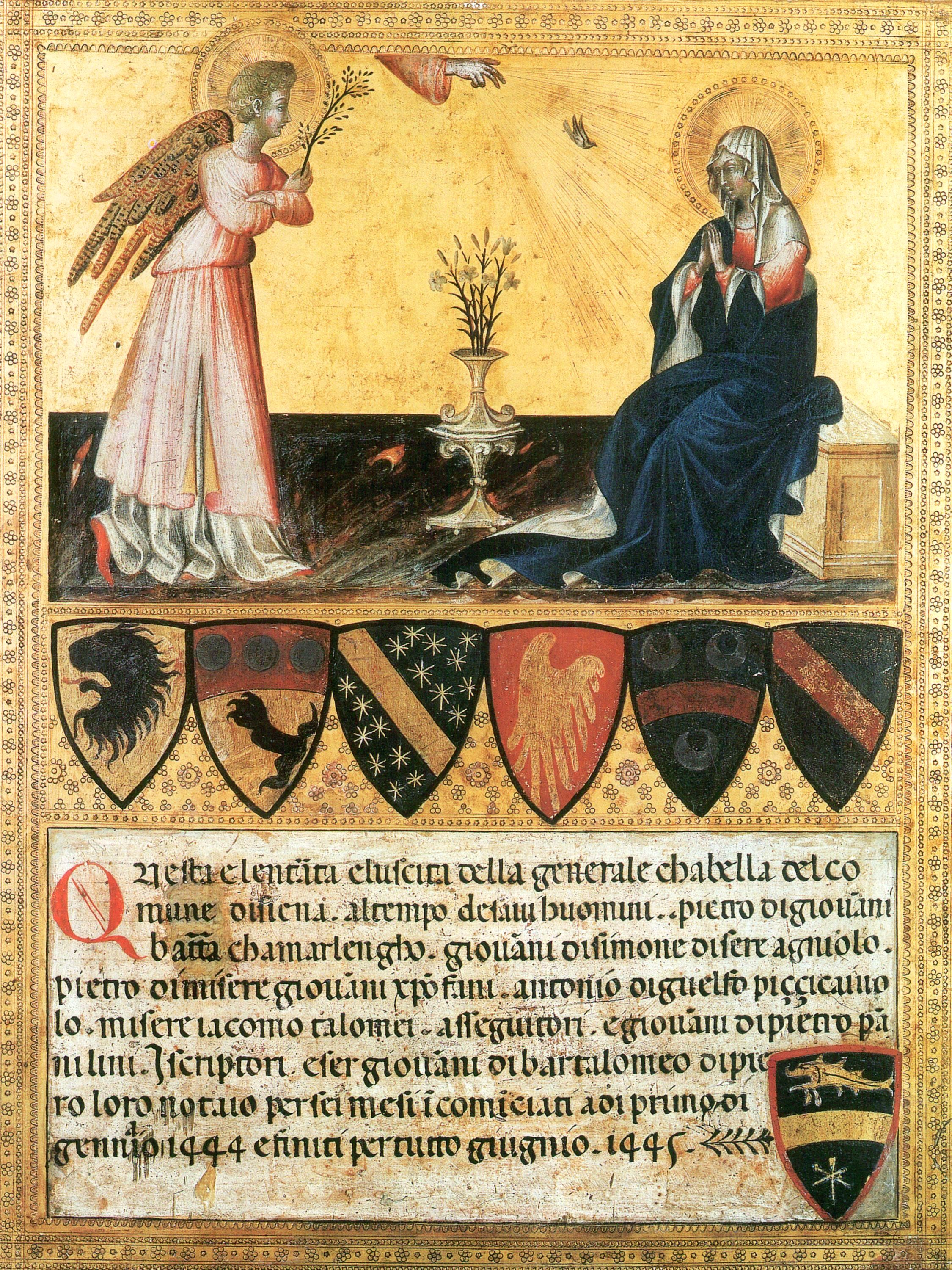
Annunciazione su tavoletta di Giovanni di Paolo.

Una tavoletta di Biccherna è una copertina dipinta dei registri della Biccherna, la principale magistratura finanziaria della città di Siena dal 1257 al 1786.

## Registri divenuti opere d'arte
I registri semestrali della Biccherna, bilanci amministrativi e libri contabili di questa stessa magistratura (con la "Gabella"), sono costituiti da manoscritti dello stesso periodo raccolti in scaffali e protetti da copertine di legno, man mano sempre più dipinte.
Inizialmente intitolate semplicemente all'esercizio considerato, a volte segnate con lo stemma di un amministratore nobile, la "tavoletta" presentava la rappresentazione dipinta del camarlengo al suo tavolo mentre trattava i conti., e poi, nel XIII e XIV secolo, con delle scene sacre, profane e della vita senese. Dapprima furono dei pittori minori a realizzare queste tavolette in miniatura, ma in seguito vennero create dai migliori pittori senesi.
Il primo esemplare pervenuto data alla seconda metà del 1258 e la sua "tavoletta" rappresenta il ritratto del Camerlengo Ugo, un monaco dell'abbazia di San Galgano, che esamina i suoi libri contabili su una scrivania. Un'altra del 1440, un muratore che costruisce il muro di una fortezza, mentre una del 1467 raffigura la Vergine Maria che protegge la città di Siena durante un terremoto, con i cittadini che si rifugiano sotto le tende erette fuori dalle mura della città.
Successivamente anche altre grandi istituzioni della città adottarono lo stesso principio, ovvero l'Opera Metropolitana del Duomo, l'Ospedale Santa Maria della Scala e l'università).
Oggi un centinaio di "biccherne" sono conservate (esposte e visibili) negli archivi dello stato senese (Archivio di Stato di Siena) situato nel Palazzo Piccolomini vicino alla Piazza del Campo, tutti documentati da Enzo Carli.
Alcune decine si trovano in collezioni private o in altri musei del mondo, a Londra, Berlino, Budapest, Amsterdam e New York. Ciò dipende dal fatto che alcune tavolette vennero richieste dalle famiglie dei magistrati che le avevano fatte dipingere, entrando quindi in mano privata e venendo poi rivendute sul mercato antiquario internazionale.

### Autori delletavolette di Biccherna
- Gilio di Pietro: Frate Ugo, monaco di San Galgano, camarlengo (1258)[5][6].
- Dietisalvi di Speme, che ne avrebbe dipinte 56 delle quali ne sono pervenute solo quattro (attorno al 1270) una delle quali rappresenta Il camarlengo Ranieri Pagliaresi, n. 4 della collezione dell'Archivio di Stato di Siena.
- Duccio di Buoninsegna al quale lo storico dell'arte Enzo Carli, divenuto specialista di questa forma d'arte, ha potuto attribuire una delle tavolette datata 1278.
- Guido di Graziano: Don Guido, monaco di San Galgano, camarlengo (1278)[7][8].
- Massarello di Giglio: Blasone di tre esattori (1291)[9].
- Vigoroso da Siena (I semestre 1293).
- Segna di Bonaventura, una tavoletta (1306).
- Bartolomeo Bulgarini: Il Camerlengo e lo scrivano nel loro ufficio (1353), 24 x 26 cm.[10].
- Bartolomeo Bulgarini, una tavoletta del 1353.
- Lippo Vanni: La tavoletta di gabella(1364) - conservata al Museo di belle arti di Boston)
- Taddeo di Bartolo ?: Il Camarlengo e lo scrivano nel loro ufficio[1][11].
- Giovanni di Paolo: La tavoletta di gabella (1445), Musei Vaticani, Inv. 40131.
- Guidoccio Cozzarelli: Il ritorno dei Noveschi a Siena (1448)[12].
- Pellegrino di Mariano: L'Annunciazione tra san Bernardo e papa Callisto III, con bambini che pregano contro i turchi, 43 x 31 cm.[13].
- Vecchietta: Incoronazione di papa Pio II (1458).
- Francesco di Giorgio Martini:
  - Pio II impone il cappello cardinalizio a suo nipote (1460),
  - Madonna del Terremoto (1467), tavoletta di pioppo di 53 x 41 cm.[14][15].
- Benvenuto di Giovanni: Le finanze del comune in tempo di pace e in tempo di guerra (1468)[15][16][17].
- Sano di Pietro:
  - Il camarlengo si lava le mani mentre la Vergine protegge Siena (1451); tavoletta di pioppo 51 x 33 cm.[18][19], attribuita da Bernard Berenson.
  - La sapienza emanata da Dio (1471) - tavoletta di pioppo 40 x 31 cm., dipinto a tempera e oro su incisione[20][21].
  - Matrimonio patrizio (scena di 'nozze gentilizie' di nobili senesi) (1473) - tavoletta di pioppo 53 x 38 cm., dipinto a tempera e oro su incisione[22][23].
- Guidoccio Cozzarelli: Il ritorno dei Noveschi a Siena (1448)
- Neroccio di Bartolomeo de' Landi (1447–1500): 
  - La Vergine raccomanda la città di Siena a Gesù (1480) - tavoletta di legno 54 x 38 cm., dipinto a tempera.
- Ventura Salimbeni (1568–1613): Matrimonio di Ferdinandi I de' Medici con Cristina di Lorena e Battesimo di Cosimo II de' Medici, figlio del granduca Ferdinando.
- Pittori sienesi anonimi: 
  - Palio sulla piazza del Campo in onore di Ferdinando I de' Medici (1571).
  - Muratore al lavoro in una fortezza (1440)[24]
  - Scena con notabile, Vergine e santi (1551–1552), 48,5 x 30,5 cm., Rijksmuseum, inv. n. SK-C-3429

### Tipologie ditavolette
- Rappresentazione del camarlengo - esempio: Il camarlengo Ildebrandino Pagliaresi (1264), Il camerlengo Don Niccolo (1329)
- Scene sacre - esempio: Pio II impone il cappello cardinalizio a suo nipote (1460), n. 51
- Scene profane - esempio: Muratori al lavoro in una fortezza (1440), n. 88
- Eventi storici avvenuti in città - esempio: Il ritorno dei Noveschi a Siena (1448)
- Eventi naturali avvenuti in città - esempio: La Vergine del Terremoto (1467)

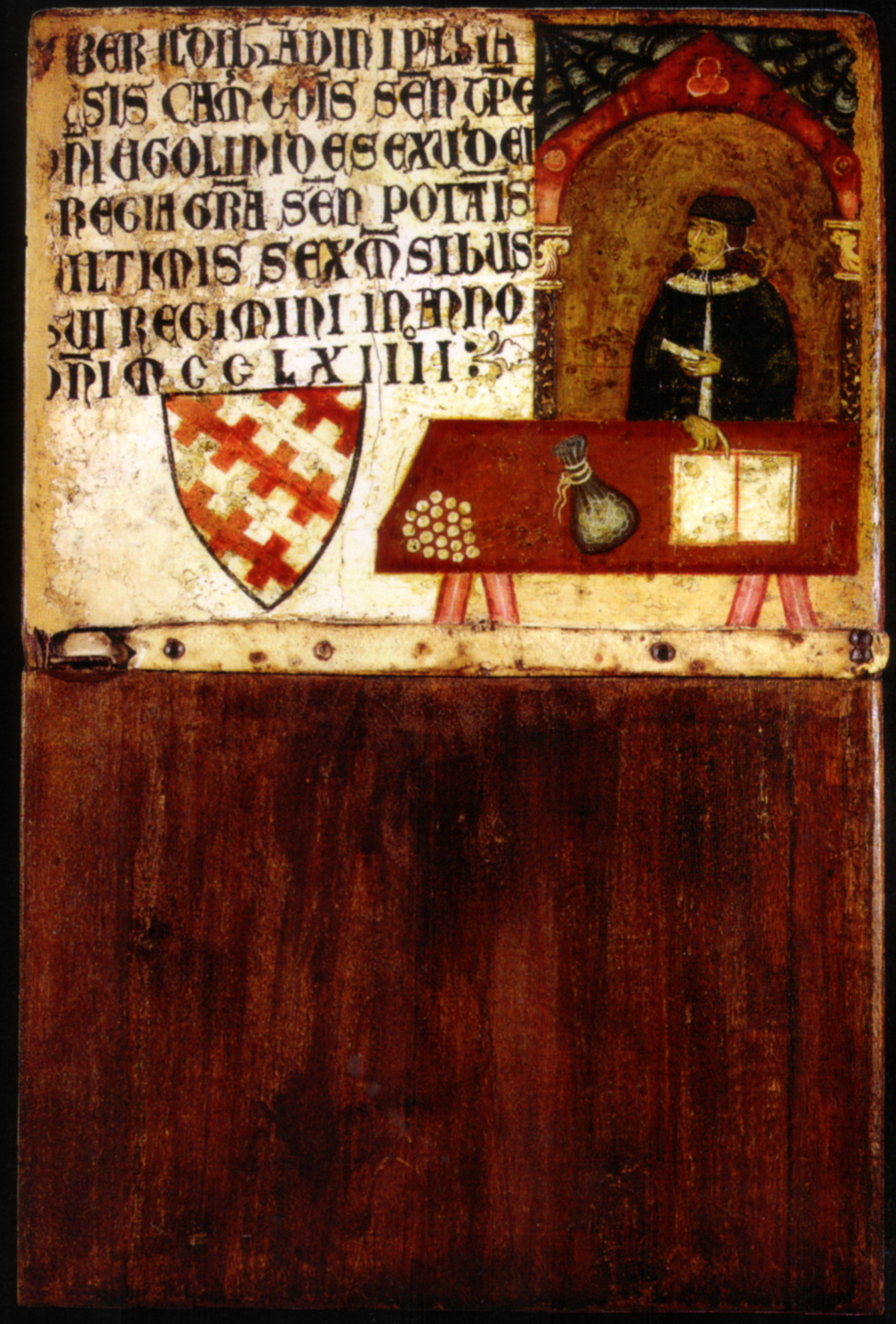
Il camerlengo Ildebrandino Pagliaresi
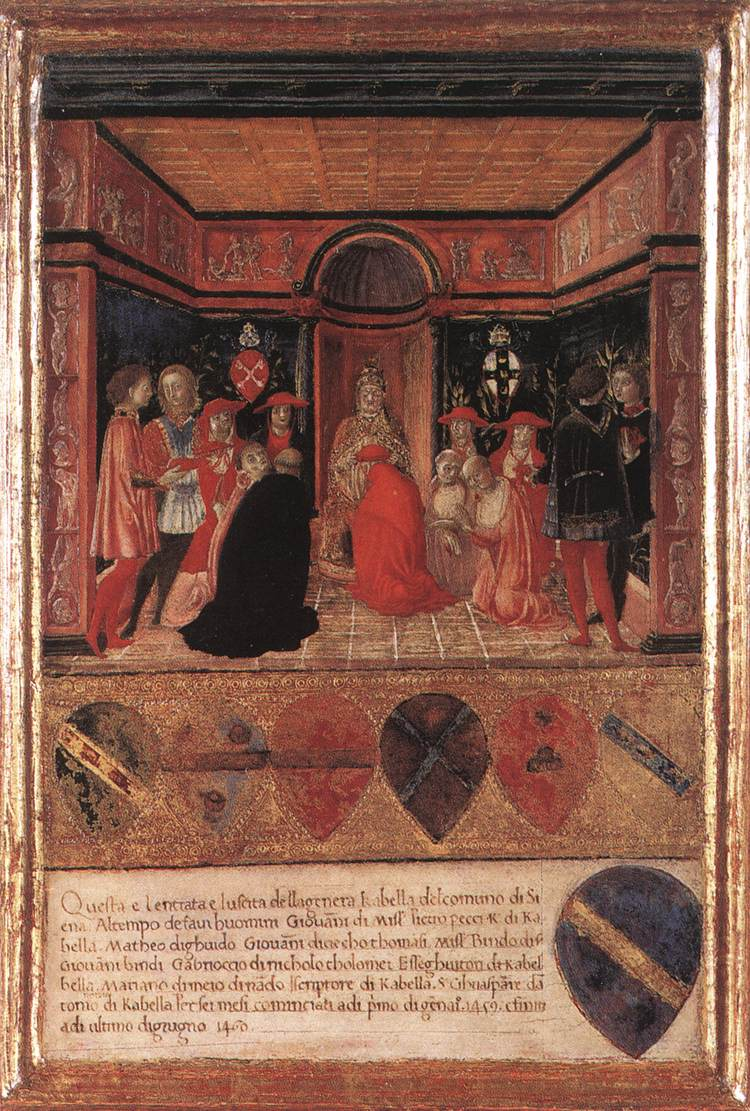
Pio II impone il cappello cardinalizio a suo nipote
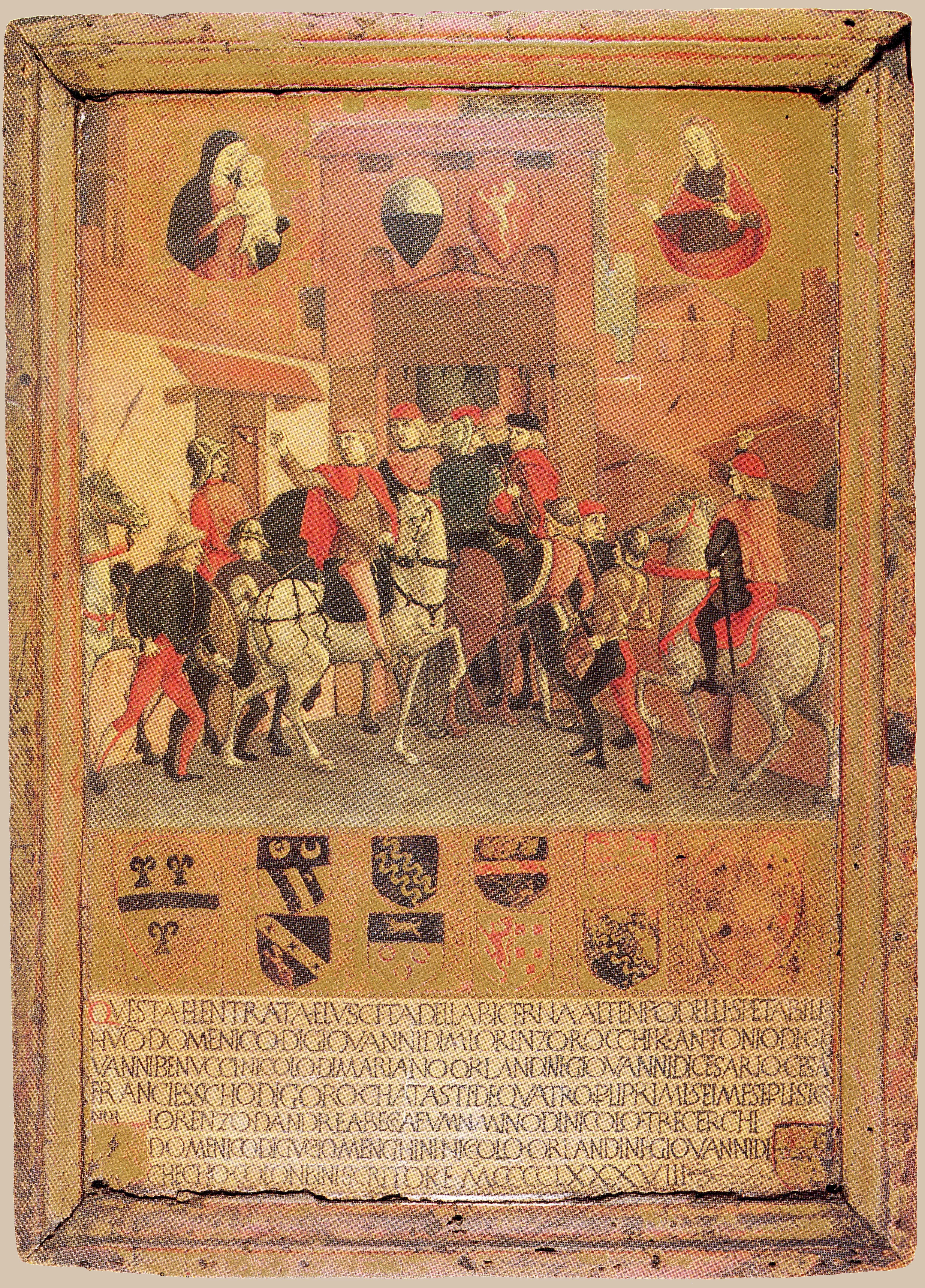
Il ritorno dei Noveschi a Siena
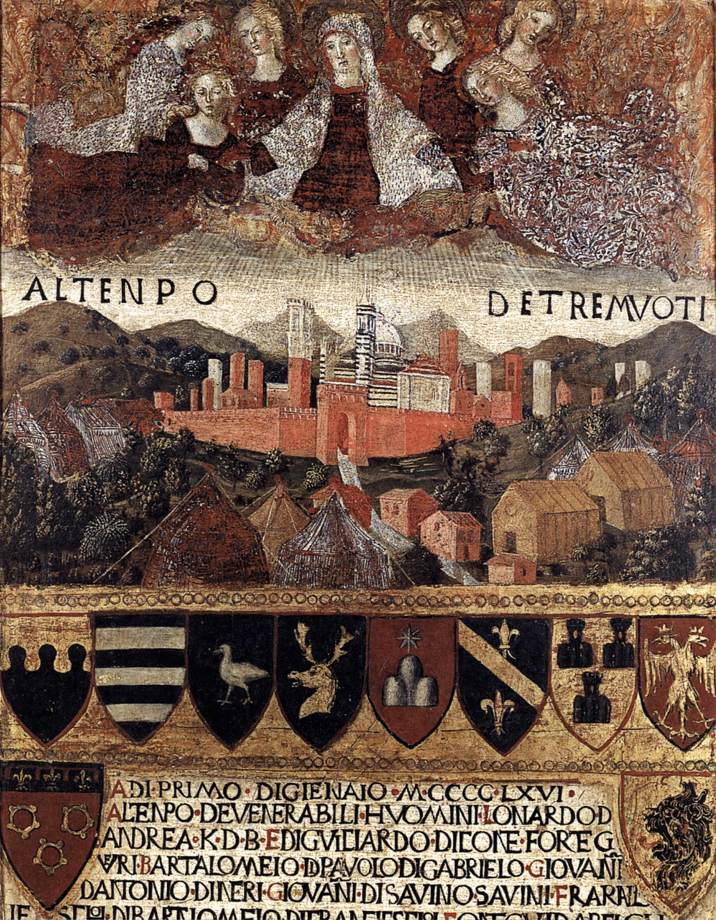
La Vergine del Terremoto